# Thomas Carleton Harrison
Thomas Carleton Harrison, britanski general, * 1896, † 1962.